# La Chapelle-des-Pots
La Chapelle-des-Pots ist eine französische Gemeinde mit 1.007 Einwohnern (Stand: 1. Januar 2022) im Département Charente-Maritime in der Region Nouvelle-Aquitaine. Sie gehört zum Arrondissement Saintes und ist Mitglied im Gemeindeverband Saintes - Grandes Rives - L’Agglo. Die Einwohner werden Chapelains und Chapelaines genannt.

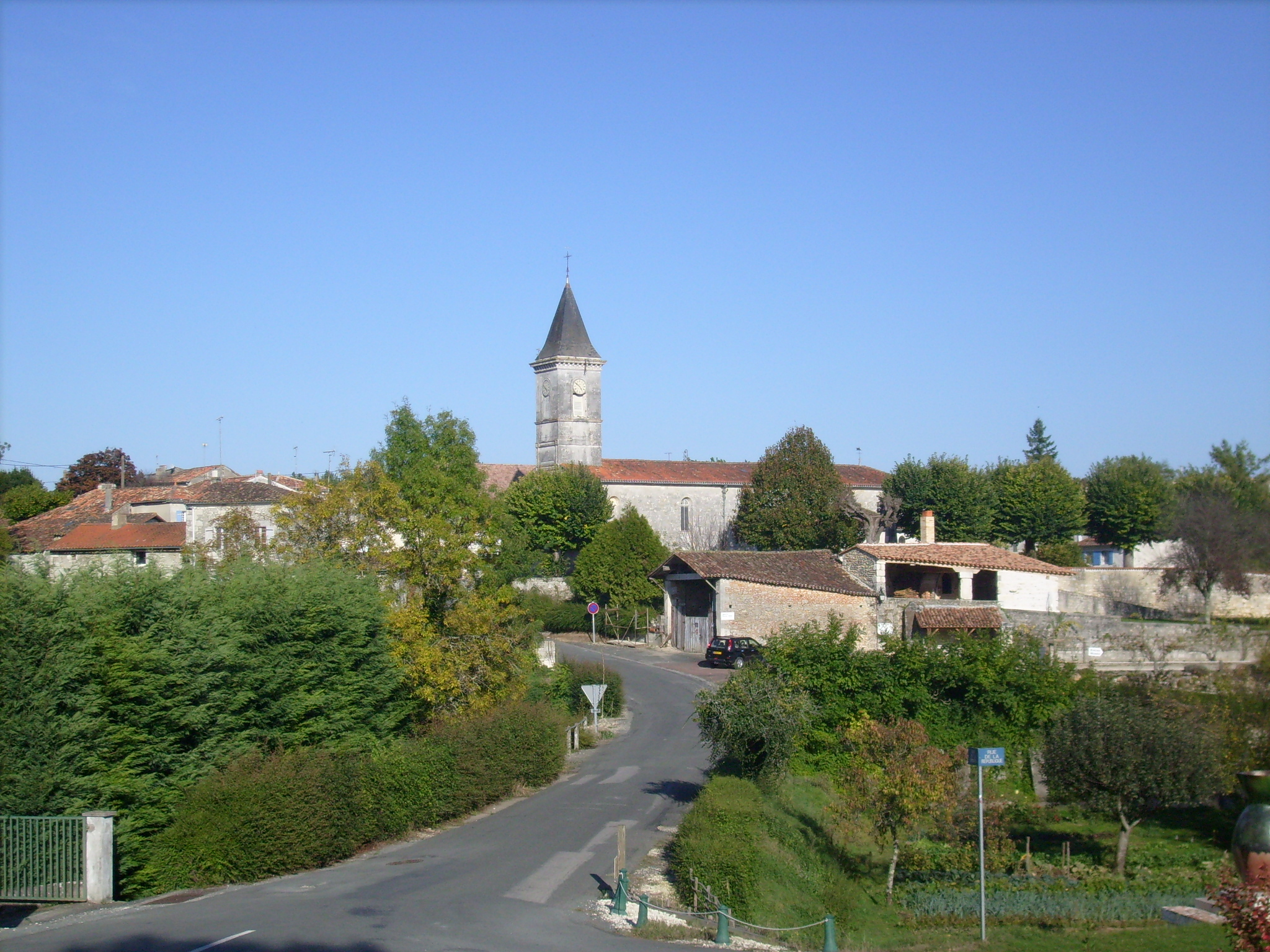
Blick auf den Ortskern

## Geografie

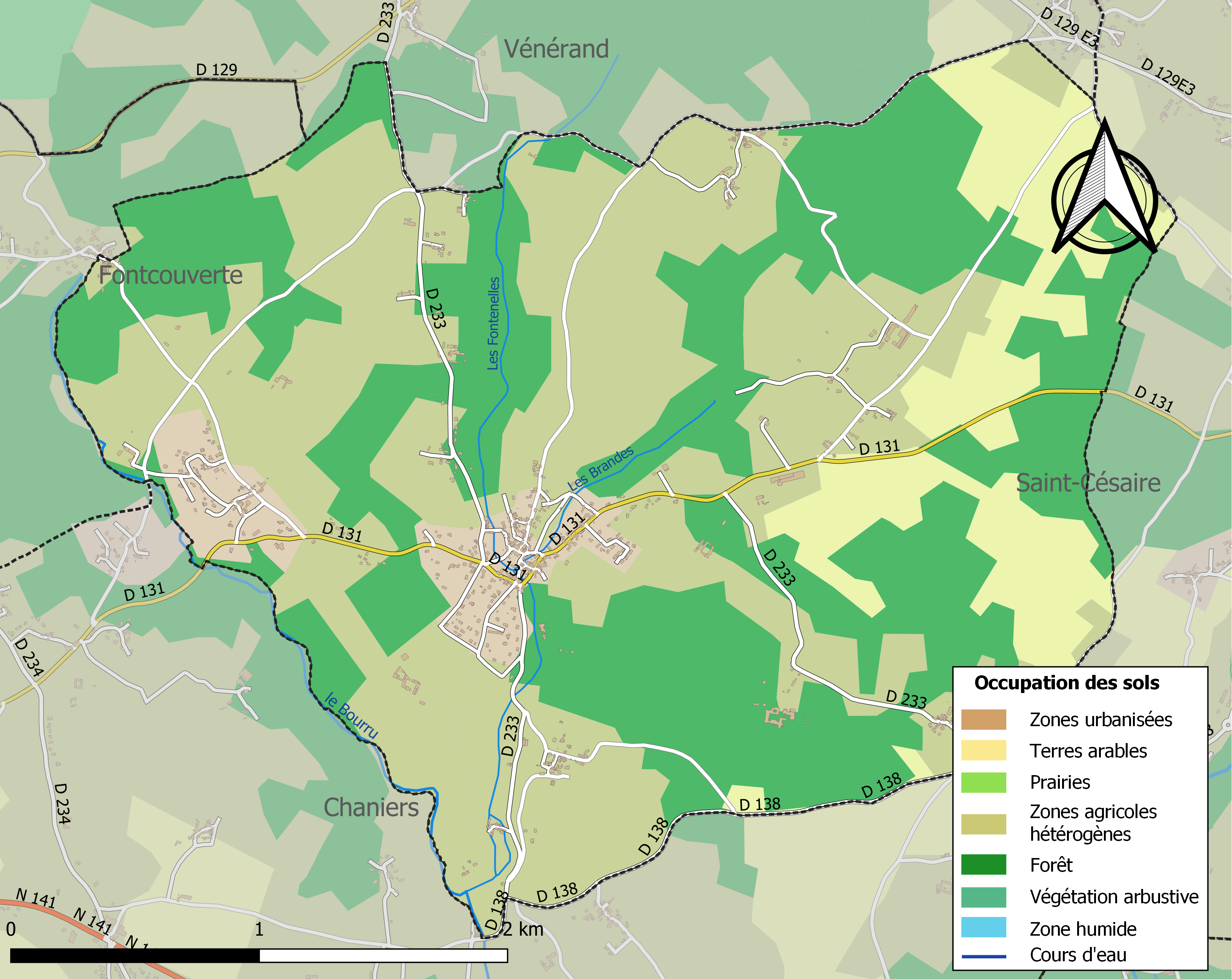
Bodennutzung, Hydrografie und Infrastruktur der Gemeinde (2018)

La Chapelle-des-Pots liegt in der ehemaligen Provinz Saintonge, etwa 7,5 Kilometer ostnordöstlich von Saintes. Die Gemeinde befindet sich im Einzugsgebiet der Charente. Ihr Gebiet wird vom Bach Le Bourru entwässert, der abschnittsweise die Grenze zu den Nachbargemeinden im Südwesten bildet, vom Bach Les Fontelles, der es von Nord nach Süd durchströmt und im äußersten Süden in den Bourru mündet sowie von Bach Les Brandes, der im Gemeindegebiet entspringt und im Zentrum in den Bach Les Fontelles mündet. Etwas über die Hälfte der Fläche der Gemeinde wird landwirtschaftlich genutzt, knapp 40 % sind bewaldet.
Umgeben wird La Chapelle-des-Pots von den Nachbargemeinden Vénérand im Norden, Saint-Césaire im Osten und Südosten, Chaniers im Süden sowie Fontcouverte im Westen.

## Bevölkerungsentwicklung
| Jahr                       | 1962 | 1968 | 1975 | 1982 | 1990 | 1999 | 2006 | 2013 | 2020 |
| Einwohner                  | 510  | 550  | 694  | 823  | 890  | 875  | 891  | 983  | 1005 |
| Quellen: Cassini und INSEE |      |      |      |      |      |      |      |      |      |

## Wirtschaft
Die Gemeinde ist für ihre Töpferwaren überregional bekannt.

## Sehenswürdigkeiten
Töpferofen aus dem 18. Jahrhundert, bestehend aus zwei Räumen, einem Heizraum und einem Brennraum. Es zeigt ein sehr ausgeklügeltes Wärmeübertragungssystem, das an das Brennen polychrom glasierter Keramik angepasst ist. Der Herd, der sich zwei Meter vom Eingang des Heizraums entfernt befand, erzeugte die Wärme, die dank einer ausgeklügelten Vorrichtung in einem langen, gewölbten Tunnel von etwa vier Metern Länge verteilt wurde, bevor sie den Brennraum erreichte. Dieses Gerät, das eine hohe Temperatur erzeugt, besteht aus Säulen gestapelter Krüge, die einen Hohlraum von zehn Zentimetern Durchmesser begrenzen und mit dem Heizraum verbunden sind. Diese Stapel werden entweder in Zweiergruppen in den Ecken oder in Dreiergruppen in der Mitte der Wände platziert. Die Konstruktion der Säulen aus Hohlkeramik ermöglichte einen allmählichen, aber sehr hohen Temperaturanstieg, während die in den Leitungen eingeschlossenen Verunreinigungen der heißen Gase zurückgehalten wurden. Die regelmäßige Anordnung der Säulen begünstigte die innere Wärmeabstrahlung. Die geringe Fläche des Brennraums ermöglichte eine sehr gleichmäßige Wärmeerzeugung. Die Wand des Ofens besteht aus mit Lehm verbundenem Bruchsteinen und ist innen mit abwechselnd konvexen und konkaven Seiten angeordneten Fliesen ausgekleidet. Der Boden besteht aus flachen Fliesen, die auf einer Tonschicht auf dem Gewölbe des Heizraums ruhen. Der Brennraum verfügt über einen Eingang, durch den der Töpfer die zu brennende Keramik einführte. Die bei den Ausgrabungen gefundenen Keramikmöbel aus dem 17. bis 18. Jahrhundert bestätigen die Verwendung des Ofens zum Brennen polychrom glasierter Keramik, die für die Produktion in der Saintonge dieser Zeit charakteristisch ist und deren Erfolg Nordamerika erreichte. Der Töpferofen sowie der Boden des entsprechenden Grundstücks mit archäologischen Überresten sind seit 2011 als Monument historique eingeschrieben.
Weitere Sehenswürdigkeiten
- Kirche Saint-Front
- Waschstelle

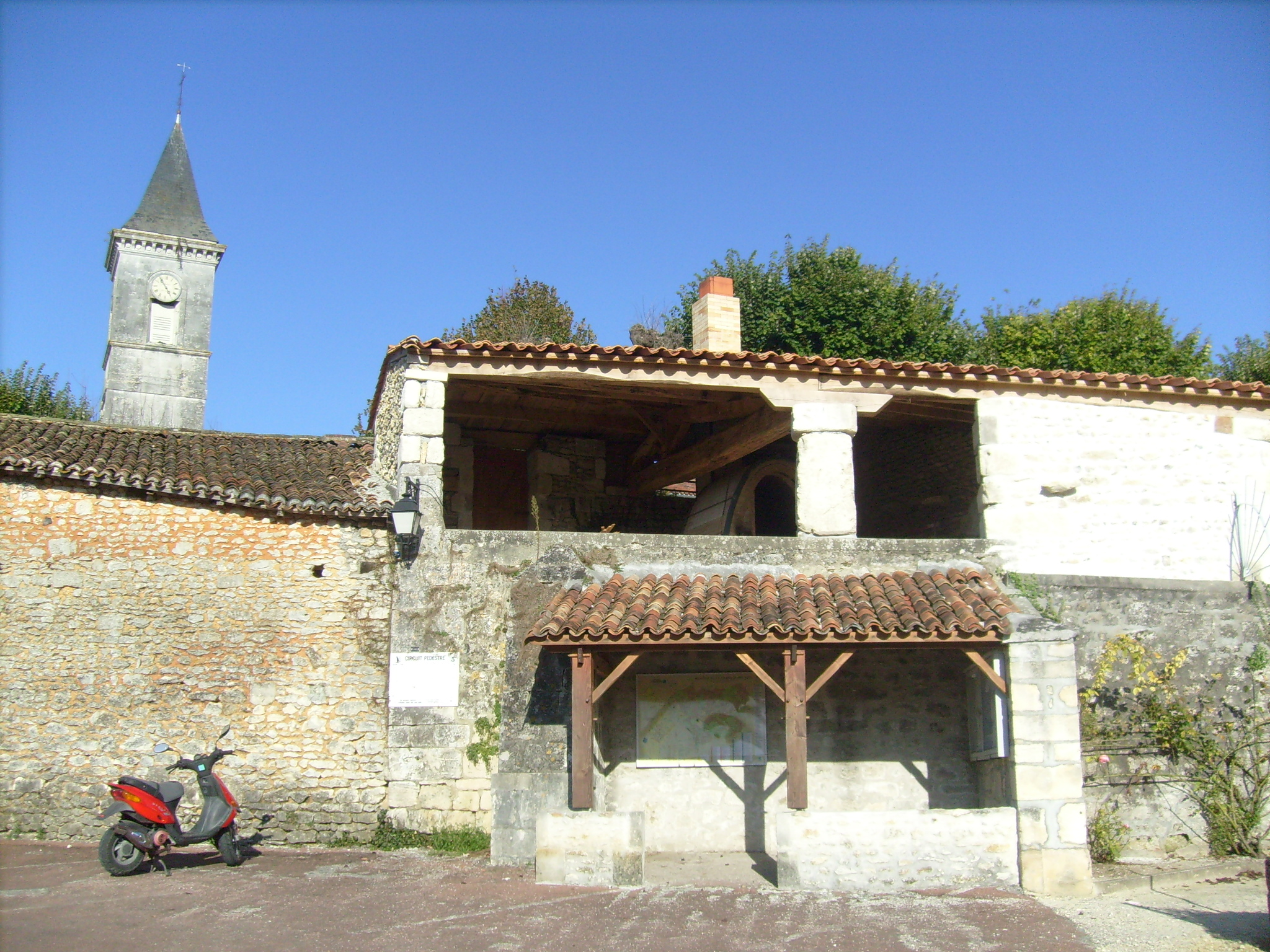
Töpferofen, genannt „Varoqueaux“
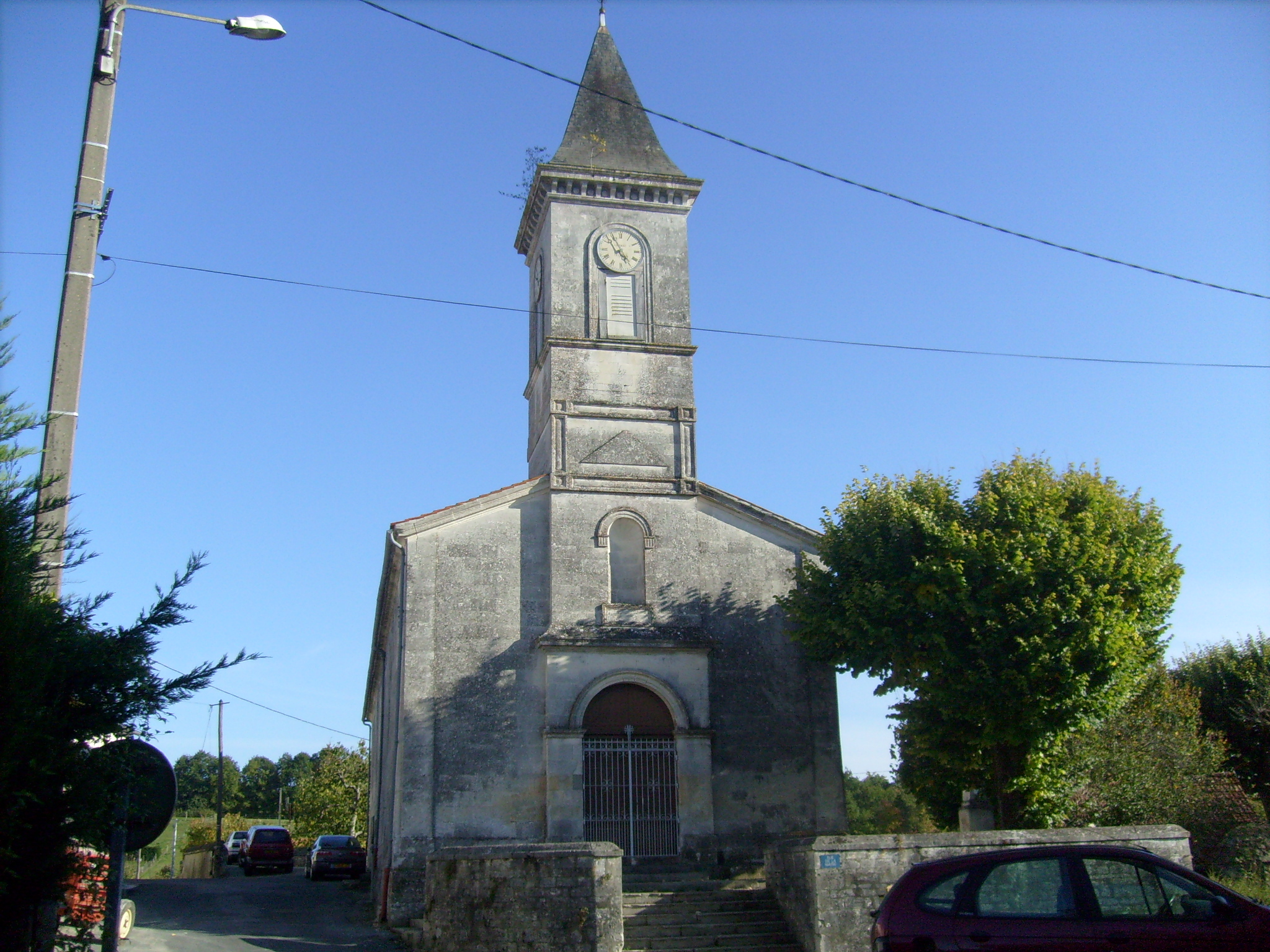
Kirche Saint-Front
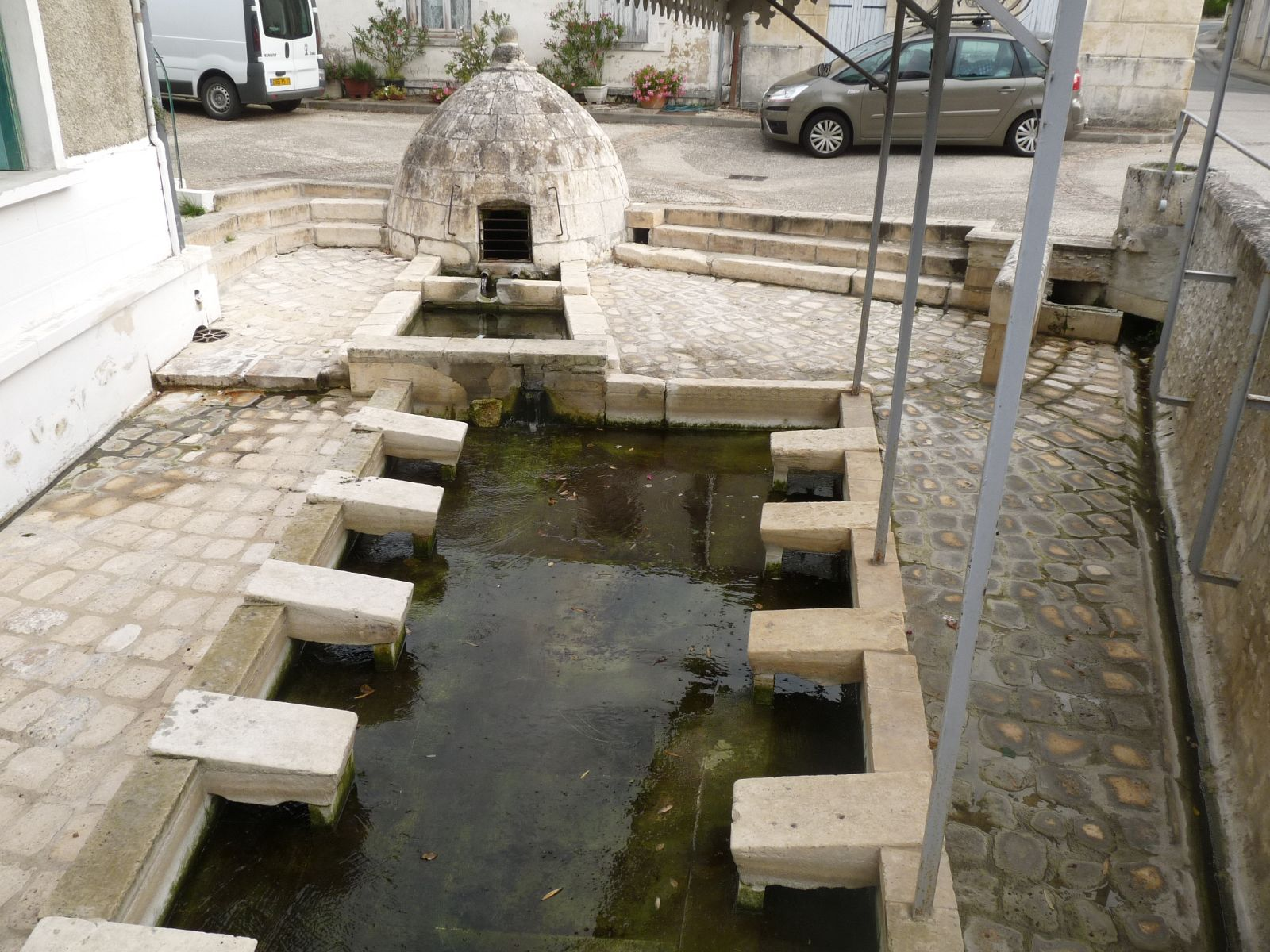
Waschhaus